# 6-Stunden-Rennen von Vallelunga 1979

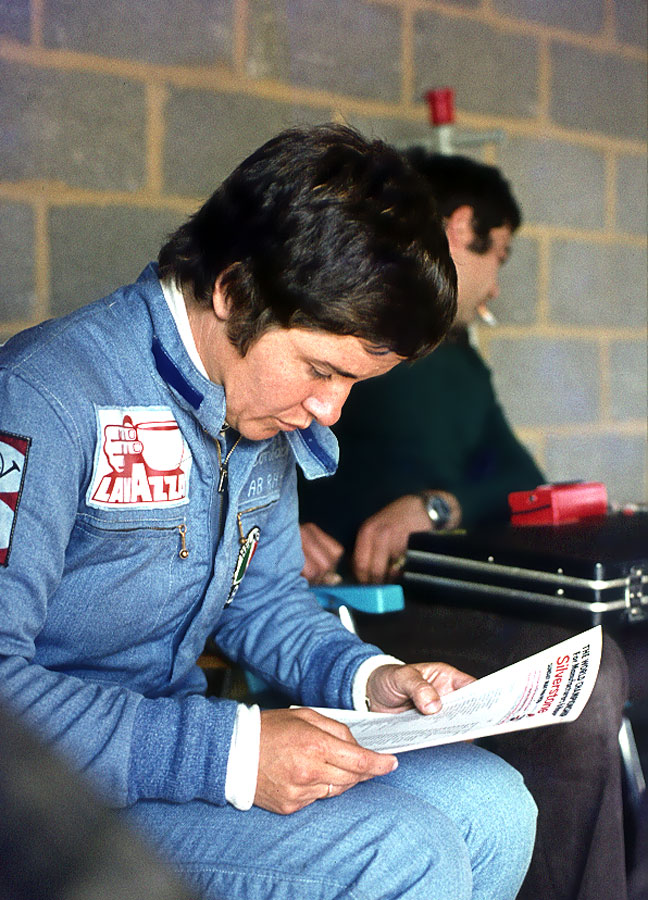
Rennsiegerin Lella Lombardi

Das 6-Stunden-Rennen von Vallelunga 1979, auch Trofeo Ignazio Giunti, 6 Ore Vallelunga, Vallelunga, fand am 16. September auf dem Autodromo Vallelunga statt und war der 16. Wertungslauf der Sportwagen-Weltmeisterschaft dieses Jahres.

## Das Rennen
Nach ihrem Erfolg beim 6-Stunden-Rennen von Pergusa gewann Lella Lombardi auch das Langstreckenrennen in Vallelunga. Damit siegte zum zweiten Mal in der Geschichte der Sportwagen-Weltmeisterschaft eine Frau bei einem Wertungslauf. Ihr Teampartner im Osella PA7 war Giorgio Francia. Das Rennen, zu dem überraschend viele Meldungen eingegangen waren, dominierten lange Giorgio Pianta und Markku Alén im Werks-Lancia Beta Montecarlo Turbo, ehe das Auto nach 179 gefahrenen Runden mit einem Getriebeschaden ausfiel.
Die Veranstaltung in Vallelunga war der letzte Wertungslauf der Marken-Weltmeisterschaft dieses Jahres, die mit dem überlegenen Gesamtsieg von Porsche zu Ende ging.

## Ergebnisse

### Schlussklassement
| 1               | S 2.0   | 7  | Enzo Osella                | Giorgio Francia Lella Lombardi                          | Osella PA7                   | 265 |
| 2               | S 2.0   | 12 | Gerardo Vatielli           | Enzo Coloni Gerardo Vatielli Pasquale Barberio          | Osella PA6                   | 261 |
| 3               | S 2.0   | 1  | Nicola Saponaro            | Cristiano Del Balzo Nicola Saponaro                     | Osella PA3                   | 250 |
| 4               | S 2.0   | 5  | Racing Organisation Course | Bernard Verdier Bruno Sotty                             | Chevron B36                  | 248 |
| 5               | S 2.0   | 3  | „Tore“                     | „Tore“ Marco Rocca                                      | Osella PA7                   | 247 |
| 6               | S 2.0   | 15 | Scuderia Ateneo            | Luigi Moreschi Eugenio Renna                            | Osella PA7                   | 245 |
| 7               | GT      | 54 | Ecurie Biennoise           | Enzo Calderari Willi Spavetti Rolf Maritz               | Porsche Carrera RSR          | 243 |
| 8               | Gr. 5   | 44 | Sekurit Racing Team        | Dieter Schornstein Edgar Dören                          | Porsche 935/77A              | 235 |
| 9               | GT      | 55 | Bernard Salam              | Bernard Salam Christian Bussi                           | Porsche 934                  | 233 |
| 10              | Gr. 5   | 33 | Giuseppe Piazzi            | Renzo Zorzi Stanislao Sterzel Giuseppe Piazzi           | Fiat X1/9 Dallara            | 227 |
| 11              | Gr. 5   | 51 | Scuderia Basilea           | Peter Zbinden Edi Kofel                                 | Porsche 934                  | 226 |
| 12              | GT      | 53 | Lubrifilm Racing           | Marco Vanoli Rodolfo Cescato Angelo Pallavicini         | Porsche Carrera RSR          | 212 |
| 13              | S 2.0   | 8  | Daniel Brillat             | Daniel Brillat Hubert Striebig Klaus Walz               | Cheetah G601                 | 208 |
| 14              | Gr. 5   | 37 | Jan Lundgardh              | Jan Lundgardh Wolfgang Braun                            | Porsche 935                  | 191 |
| 15              | Gr. 5   | 61 | Paul Mahlke                | Klaus Böhm Uwe Köhler                                   | Porsche 935                  | 188 |
| Ausgefallen     |         |    |                            |                                                         |                              |     |
| 16              | Gr. 5   | 32 | ASA Corsa Marche 38        | Giorgio Pianta Markku Alén                              | Lancia Beta Montecarlo Turbo | 179 |
| 17              | S 2.0   | 14 | Mennato Boffa              | Gennaro di Tonno Roberto Arfe Mennato Boffa             | Osella PA5                   | 175 |
| 18              | Gr. 5   | 34 | Ciro Nappi                 | Ciro Nappi „Peppers“ Pasquale Vecchione                 | Ford Escort                  | 88  |
| 19              | S + 2.0 | 19 | Joest Racing               | Reinhold Joest Mario Casoni Volkert Merl                | Porsche 908/3 Turbo          | 65  |
| 20              | S 2.0   | 9  | Marc Frischknecht          | Marc Frischknecht Michel Guicherd                       | Cheetah G601                 | 63  |
| 21              | S 2.0   | 4  | Racing Organisation Course | Marc Sourd Laurent Ferrier                              | Chevron B36                  | 55  |
| 22              | S 2.0   | 11 | Hubert Striebig            | Hubert Striebig Klaus Walz Daniel Brillat               | TOJ SC206                    | 51  |
| 23              | Gr. 5   | 31 | ASA Corsa Marche 38        | Eddie Cheever Walter Röhrl Giorgio Pianta               | Lancia Beta Montecarlo Turbo | 41  |
| 24              | Gr. 5   | 41 | Carlo Pietromarchi         | Carlo Pietromarchi Maurizio Micangeli                   | De Tomaso Pantera            | 39  |
| 25              | S + 2.0 | 16 | March Engines              | Eje Elgh Teo Fabi                                       | March-BMW M1                 | 37  |
| 26              | GT      | 56 | Georges Bourdillat         | Georges Bourdillat Roland Ennequin                      | Porsche 934                  | 30  |
| 27              | Gr. 5   | 35 | Charles Geeraerts          | Gianfranco Palazzoli Jacques Berenger Charles Geeraerts | BMW 320i                     | 24  |
| 28              | S 2.0   | 6  | Maurizio Flammini          | Maurizio Flammini Secondo Ridolfi                       | Chevron B36                  | 10  |
| Nicht gestartet |         |    |                            |                                                         |                              |     |
| 29              | Gr. 5   | 36 | Scuderia Ateneo            | Eugenio Renna Luigi Moreschi                            | BMW 320i                     | 1   |

1 fuhren den Osella mit der Nummer 15

### Nur in der Meldeliste
Hier finden sich Teams, Fahrer und Fahrzeuge, die ursprünglich für das Rennen gemeldet waren, aber aus den unterschiedlichsten Gründen daran nicht teilnahmen.
| Pos. | Klasse  | Nr. | Team                       | Fahrer                               | Chassis         |
| ---- | ------- | --- | -------------------------- | ------------------------------------ | --------------- |
| 30   | S 2.0   | 2   | Ranieri Randaccio          | Ranieri Randaccio Stefano Sebastiani | Chevron         |
| 31   | S 2.0   | 6   | Racing Organisation Course | Bernard Verdier Bruno Chambas        | Chevron B36     |
| 32   | S + 2.0 | 18  | Rondini                    | Duilio Ghislotti                     | Lola T296       |
| 33   | Gr. 5   | 42  | Gelo Racing Team           |                                      | Porsche 935/77A |
| 34   | Gr. 5   | 43  | Gelo Racing Team           |                                      | Porsche 935/77A |
| 35   | Gr. 5   | 45  | Jan Lundgardh              | Jan Lundgardh Eberhard Braun         | Porsche 935/77A |
| 36   | GT      | 52  | Angelo Pallavicini         | Marco Vanoli Angelo Pallavicini      | Porsche 934     |
| 37   | Gr. 5   | 57  | Felice Besenzoni           | Felice Besenzoni Luciano Dal Ben     | Ferrari 308 GTB |
| 38   | GT      | 58  | Kenneth Leim               | Kenneth Leim Jean-Pierre Delaunay    | Porsche 934     |
| 39   | GT      | 59  | Ecurie 13 Etoiles          | Antoine Salamin Enzo Calderari       | Porsche 930     |

### Klassensieger
| Klasse  | Fahrer                  | Fahrer         | Fahrer      | Fahrzeug            | Platzierung im Gesamtklassement |
| ------- | ----------------------- | -------------- | ----------- | ------------------- | ------------------------------- |
| S + 2.0 | kein Teilnehmer im Ziel |                |             |                     |                                 |
| S 2.0   | Giorgio Francia         | Lella Lombardi |             | Osella PA7          | Gesamtsieg                      |
| Gr. 5   | Dieter Schornstein      | Edgar Dören    |             | Porsche 935/77A     | Rang 8                          |
| GT      | Enzo Calderari          | Willi Spagetti | Rolf Maritz | Porsche Carrera RSR | Rang 7                          |

### Renndaten
- Gemeldet: 39
- Gestartet: 28
- Gewertet: 15
- Rennklassen: 4
- Zuschauer: unbekannt
- Wetter am Renntag: warm und trocken
- Streckenlänge: 3,200 km
- Fahrzeit des Siegerteams: 6:00:19,300 Stunden
- Gesamtrunden des Siegerteams: 265
- Gesamtdistanz des Siegerteams: 848,000 km
- Siegerschnitt: 141,207 km/h
- Pole Position: Enzo Coloni – Osella PA6 (#12) – 1:12,650
- Schnellste Rennrunde: unbekannt
- Rennserie: 16. Lauf zur Sportwagen-Weltmeisterschaft 1979